# Wody artezyjskie

Schemat niecki artezyjskiej:
1. Warstwa wodonośna
2. Warstwa nieprzepuszczalna
3. Obszar zasilania
4. Studnia artezyjska
5. Poziom równowagi hydrostatycznej (linia ciśnień piezometrycznych - zwierciadło piezometryczne)
6. Studnia subartezyjska
7. Źródło artezyjskie

Wody artezyjskie – wody podziemne występujące pod ciśnieniem hydrostatycznym, zdolne do samoczynnego wypływu na powierzchnię ze studni. Odpowiednie warunki do wytworzenia ciśnienia hydrostatycznego występują najczęściej na obszarach o nieckowatym układzie warstw skalnych. Od wód gruntowych odróżnia je istnienie warstwy nieprzepuszczalnej w stropie. Dzięki tej izolacji są mniej zanieczyszczone.
Wody artezyjskie najczęściej występują w niecce artezyjskiej w warstwach wodonośnych pod skałami nieprzepuszczalnymi. Występowanie wód artezyjskich może być niekiedy związane także z uskokami i systemem szczelin skalnych.
Odwiert w nadległych warstwach skalnych powoduje podniesienie słupa wody ponad powierzchnię ziemi (wypływ na powierzchnię, np. studnia artezyjska), natomiast w przypadku naturalnego znalezienia możliwości wypływu powstaje źródło artezyjskie (źródło wstępujące). Wody o niższym ciśnieniu hydrostatycznym, w przypadku których słup wody w odwiercie nie sięga powierzchni ziemi to wody subartezyjskie.
Nazwa artezyjskie pochodzi od krainy geograficznej Artois (Francja), gdzie powstała pierwsza studnia artezyjska w 1126 roku, aczkolwiek technika korzystania z wód artezyjskich była znana już dawniej m.in. w Syrii i Egipcie.

## Najważniejsze miejsca występowania wód artezyjskich
- w Polsce:
  - Niecka Mazowiecka
  - Niecka Łódzka
- na świecie:
  - Wielki Basen Artezyjski (Australia)
  - Basen Dakoty o pow. ok. 39 tys. km²[1] (Stany Zjednoczone)
  - północna Afryka
  - Basen Paryski (Francja)
  - Basen Londyński (Wielka Brytania)